# Ruda Orzegów
Ruda Orzegów – zlikwidowany przystanek osobowy, a dawniej stacja kolejowa w Rudzie Śląskiej, w dzielnicy Orzegów, w woj. śląskim, w Polsce.